# Matthijs den Berger

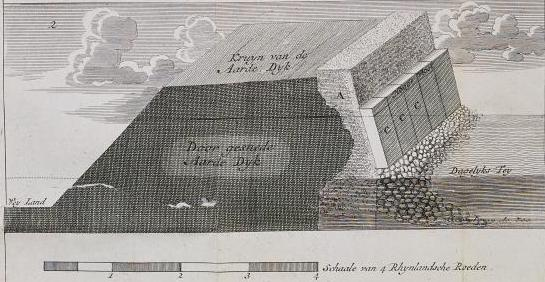
Ontwerp van Den Berger van een zeedijk met zware zerken tegen golfaanval

Matthijs den Berger (Enkhuizen, ca. 1710 - aldaar, 1762) was een Nederlands waterbouwkundige. In zijn boek spelt hij zelf zijn voornaam als Mattys.
Zijn geboortedatum is niet bekend, wel zijn huwelijksdatum (18-6-1735), dus hij zal rond 1710 geboren zijn. Op 15 maart 1743 werd hij aangesteld door de Gecommitteerde Raden in West-Friesland en het Noorderkwartier als opzichter van 's lands werken op het Eijerland, alsmede tot "provisionele" opzichter van 's lands werken op Vlieland en Terschelling. In 1747 werd hij door Gecommitteerde Raden benoemd tot opzichter van de Schans en commies van het magazijn op Texel. Den Berger is ook op andere eilanden werkzaam geweest, bijvoorbeeld op Wieringen en Urk.
Hij schreef in 1742 Nieuw ontwerp om den Drechterlandschen Noorder Zeedijk door middel van hardsteene blokken of blauwe zarken secuur te stellen naar aanleiding van de grote problemen met de wierdijken in die tijd, die aangetast werden door de paalworm. In 1733 was door Pieter Straat en Pieter van der Deure voorgesteld om de wierriem op zijn plek te houden met rolstenen en breuksteen. In dat jaar was door Zacharias l'Epie ook een boekje gepubliceerd over de paalworm en hoe de wierriem tegen wegslaan te beschermen. Den Berger vond echter dat deze oplossingen te duur waren en stelde voor om in plaats van los gestorte breuksteen of rolsteen een systeem van gezette stenen te gebruiken (de term "zetsteen" was in de 18e eeuw nog niet bekend). Hij rekende voor dat het steenvolume bij gebruik van grote, platte zerken goedkoper zou zijn, met name omdat het benodigde volume steen veel minder kan zijn. Het maken van deze "zerken" is natuurlijk duurder dan breuksteen, maar door het verminderde volume is het totaal toch goedkoper. Verder voert hij aan dat dit soort zerken in de bouw veel gebruikt worden, maar soms afgekeurd worden vanwege kleurfouten of kleine maatfouten. Dit zou volgens hem geen probleem zijn voor toepassing op dijken, en dus kan er eigenlijk "afval" gebruikt worden.
Zijn zoon Leendert den Berger neemt in 1760 zijn werk over.
- Virtual International Authority File: 284218298